# Paul Desmond
Paul Desmond, właśc. Paul Emil Breitenfeld (ur. 25 listopada 1924 w San Francisco, Kalifornia, zm. 30 maja 1977 w Nowym Jorku) – amerykański saksofonista altowy.
Popularność przyniosła mu współpraca w kwartecie Dave’a Brubecka w latach 1951-1967 (uznanie zdobyła napisana przez niego kompozycja "Take Five"). Wielu znawców i krytyków jazzowych twierdzi jednak, że najlepszych swoich nagrań dokonał Desmond bez udziału Brubecka.
Talent Desmonda najlepiej można ocenić zwłaszcza na podstawie albumów nagranych z Gerrym Mulliganem (Blues In Time, Two Of A Mind) oraz z Jimem Hallem (East Of The Sun, Bossa Antiqua, Glad To Be Unhappy, Take Ten i Easy Living).